# スロー・ドラッグ
『スロー・ドラッグ』（Slow Drag）は、アメリカ合衆国のジャズ・トランペット奏者、ドナルド・バードが1967年に録音・1968年に発表したスタジオ・アルバム。

## 解説
バードがソニー・レッドとウォルター・ブッカーを自身のグループに迎えてからは、3作目のアルバムに当たり、シダー・ウォルトンとビリー・ヒギンスは、前作『ブラックジャック』（1967年録音・発表）にも参加した。タイトル曲では、ヒギンスがボーカルも披露した。
スコット・ヤナウはオールミュージックにおいて5点満点中4点を付け「バードがハード・バップを演奏していた時代の、末期のアルバムの一つ」「概して、バードはブルースを振り返る一方、モーダル・ミュージック、さらにはアヴァンギャルドをも示唆する先進性も見せている」と評している。

## 収録曲
1. スロー・ドラッグ - "Slow Drag" (Donald Byrd) - 9:46
2. シークレット・ラヴ - "Secret Love" (Sammy Fain, Paul Francis Webster) - 3:59
3. ブックス・ボッサ - "Book's Bossa" (Walter Booker, Cedar Walton) - 6:52
4. ジェリー・ロール - "Jelly Roll" (Sylvester Kyner) - 5:21
5. ザ・ローナー - "The Loner" (C. Walton, Ronnie Mathews) - 6:16
6. マイ・アイディアル - "My Ideal" (Leo Robin, Newell Chase, Richard A. Whiting) - 6:20

## 参加ミュージシャン
- ドナルド・バード - トランペット
- ソニー・レッド - アルト・サクソフォーン
- シダー・ウォルトン - ピアノ
- ウォルター・ブッカー（英語版） - ベース
- ビリー・ヒギンス - ボーカル(on #1)、ドラムス